# Sala capitular

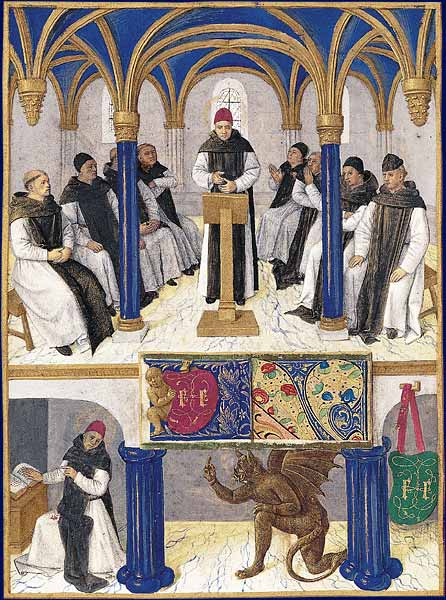
Reunión a capítulo de varios monjes.

La sala capitular es la estancia de un monasterio, catedral o colegiata, construida generalmente con el ala o panda oriental del claustro. Suele ser una pieza muy amplia para dar cabida a todos los monjes o miembros del cabildo, favorecida con buena ornamentación arquitectónica. En algunos monasterios de estilo románico o gótico se accede a esta sala por una entrada que constituye una verdadera fachada en pequeño, con puerta de arquivoltas y mucha decoración.
La panda de la sala capitular era la primera que se construía en el claustro del monasterio. Se empezaba a edificar poco después de haberse levantado la cabecera de la iglesia.

## Uso
En los monasterios, en este lugar se reunía la comunidad de monjes con el abad para hacer el capítulo, es decir, recordar las escrituras de la regla adoptada y conversar sobre asuntos concernientes al monasterio y sus habitantes. Las reuniones se hacían generalmente después de la misa, por la mañana. Los monjes se sentaban a lo largo de los muros siguiendo un riguroso orden de antigüedad. Se terminaba el acto con la confesión pública de los monjes que desearan acusarse a sí mismos de las faltas cometidas o desearan denunciar a algún otro compañero, debiéndose omitir el nombre en este caso. Era también la única sala donde se rompía el voto de silencio en aquellas comunidades que así lo tuvieran marcado.